# Оршанская фабрика художественных изделий
Оршанская фабрика художественных изделий (бел. Аршанская фабрыка мастацкіх вырабаў) — республиканское унитарное белорусское предприятие, деятельность которого направлена на выпуск изделий народных промыслов и ремёсел. Находится в Витебской области, г. Орша улица Свердлова, 14.

## История
Оршанская фабрика художественных изделий основана в 1935 году в Орше как швейная артель, с 1937 года — Артель «20 лет Октября». В 1938 году было оборудовано производственное помещение, в 1960 году площадь предприятия была расширена. В 1971 году построено новое здание. В 1998 году на предприятии проведено техническое перевооружение производства. С 2000 года носит современное названием.
Оршанская фабрика художественных изделий в разные годы занималась производством блузок, белья ручного ткачества, скатертей и др. С 1993 года входит в состав государственного концерна «Белмастпромыслы». Имеются цеха: швейный, раскройный, ткацкий; экспериментальная лаборатория, отдел вышивки.
Ассортимент насчитывает около 1000 наименований продукции:
- Одежда
- Панно и картины
- Столовое бельё
- Постельное бельё
- Кружево
- Сувенирная продукция